# Lutzomyia verrucarum
Lutzomyia verrucarum är en tvåvingeart som först beskrevs av Charles Henry Tyler Townsend 1913.
Lutzomyia verrucarum ingår i släktet Lutzomyia och familjen fjärilsmyggor. Artens utbredningsområde är Peru.
Arten är en vektor för parasiten Leishmania peruviana som kan orsaka sjukdomen leishmaniasis.